# FLAG7
『FLAG7』（フラグセブン）はニュース討論・報道・情報番組。フジテレビのニュースポータルサイト「ホウドウキョク」で、月曜日から木曜日の19:07（JST）から21:45（JST）まで生配信されていた。2017年3月に終了した2つの番組（あしたのコンパス、FLAG9）を統合し、2017年4月3日にスタートした番組。番組開始当初は金曜日（放送時間は1時間短縮されて19:07から20:50）も配信されていたが、7月の改編で金曜日の配信は2017年6月30日の配信で終了した。その後も月曜日から木曜日の配信は行っていたが、ホウドウキョクの大幅縮小の関係で2017年8月31日の配信を以って番組を終了した。

## 概要
番組名の由来
前身番組の一つFLAG9の番組名を引き継ぎ、「番組をきっかけに、バズるフラグを立てたい！」という思いが込められている。
同時配信
LINEライブ、Facebookライブ、ペリスコープで同時配信している。
SNSとの連動
ツイッターとLINEライブのコメント欄で、視聴者からの意見や質問を募集している。ツイッターのハッシュタグは「#FLAG7」。

## コーナー
全曜日共通企画
あしたのコンパスから継続されているコーナーは⚫︎、
FLAG9から継続されているコーナーは○、新コーナーは◎で表記。
アンカーのニュースピック⚫︎
今日報道された中から、アンカーが選んだ気になるニュースをコメントを交えて紹介。
きょうのピックアップ⚫︎
今話題のニュースをジャンルを問わず深掘りする。番組で提案する論点を中心に、アンカーが専門家・有識者へインタビューを行う。
→これまでのテーマ一覧（あしたのコンパスへ）
バズるFLAG○
ネットで話題の動画や炎上騒ぎ、最新のガジェットなどネットならではのニュースや話題を紹介する。
トライアルFLAG○
毎日日替わりの内容で話題を伝える。内容は以下の通り。
月曜 『石井克昌の裁判報告』 ○
法廷画家・石井克昌がイラストを使いながら印象に残った裁判を報告する。
火曜 『スクープ映像の裏側』○
フジテレビ取材撮影部長・米川一成がスクープ映像やほのぼのとした映像を寸評する。
水曜 『バズりびと』◎
最近ネットで話題になっている人物をスタジオに招くか、スカイプ中継を繋ぎ、根掘り葉掘り聞く。
木曜『クラウドファンディング』○
クラウドファンディングネットワークサービスの「FAAVO（ファーボ）」、「Makuake」を利用している人や団体とスカイプ中継を繋いだり、スタジオに招き、話を聞いていくコーナー。
日替わり企画
HP記事連動企画◎
ホウドウキョク公式ページの特集記事を取り上げ、ゲストを迎えて話題を伝える。主に月曜日に配信。
ワールド・テック・リポート◎
世界の最新Techシーンについて伝える。主に火曜日に配信。
外信中継○
世界各地のFNN支局の記者から、様々な取材報告を聞く。主に月曜日と木曜日に配信。
ニュースなヤマイ○●
日々のニュースを、現役ドクターのメディカルな視点で解説する。主に水曜日に配信。FLAG9が始まるまではあしたのコンパスで配信されていたコーナー。
三浦瑠麗×東大生◎
日本の最高学府、東京大学の話題を紹介する。主に木曜日に配信。
アンカーのとっておき⚫︎
その日のアンカーが決めたテーマに沿って話をするコーナー。番組開始当初は月曜日から木曜日まで放送していたが、番組が10分短くなったため、主に火曜日に配信に変更となった。

## 出演者（レギュラー）

### アンカー（MC）
アンカーはあしたのコンパスより続投。
- 月曜 ‐ 速水健朗（2017年4月3日 -2017年8月28日）
- 火曜 ‐ 佐々木俊尚（2017年4月4日 - 2017年8月29日）
- 水曜 ‐ 古市憲寿（2017年4月5日 - 2017年8月31日（31日は三浦瑠麗の代行））
- 木曜 ‐ 三浦瑠麗（2017年4月6日 - 2017年8月24日）

### パートナー（アシスタント）
○はFLAG9から続投。⚫︎はあしたのコンパスから続投。◎はFLAG7から担当。なお、アシスタントはこの後に生配信される経済ニュース番組Live PicksのToday’s Pickのコーナーのニュース原稿読みも担当。
- 月曜 ‐ 久下真以子○（2017年4月3日 - 2017年8月28日）
- 火曜 ‐ 海老原優香◎（2017年6月20日 - 2017年8月29日）
- 水曜 ‐ 鈴木理香子○（2017年4月5日 - 2017年8月30日）
- 木曜 ‐ 松村未央⚫︎（2017年4月6日 - 2017年8月31日）

### コメンテーター
コメンテーターは火曜日の鈴木康太以外は全員FLAG9から続投。
- 月曜 ‐ 沼田健彦（GREEN FUNDING by T-SITE）、石井克昌（法廷画家）
- 火曜 ‐ 鈴木康太（ギズモード・ジャパン編集長）、米川一成（フジテレビ取材撮影部長）
- 水曜 ‐ GO羽鳥（ロケットニュース24）、P.K.サンジュン（同左）、中澤星児（同左）、佐藤英典（同左）、Ｋ．ナガハシ（同左）
- 木曜 ‐ 松浦茂樹（スマートニュース）

## 過去の情報

### きょうのピックアップテーマ一覧
→一覧へ（あしたのコンパス）

### アンカー（MC）
※アンカーの中で唯一、FLAG9からの続投、フジテレビの社員である。
- 金曜 ‐ 森下知哉○（2017年4月7日 - 2017年6月30日）

### パートナー（アシスタント）
- 火曜 ‐ 鈴木唯⚫︎（2017年4月4日 - 2017年6月13日）
- 金曜 ‐ 阿部知代○（2017年4月7日 - 2017年6月30日）
- スポット - 新美有加（2017年5月16日他）

### コメンテーター
- 火曜 - 松葉信彦○（ギズモード・ジャパン前編集長、2017年4月4日 - 2017年7月25日）

### 過去のコーナー
これらのコーナーは金曜日の放送終了に伴い終了している。ちなみに○はFLAG9から、◎はホウドウキョク×GOGOからのコーナー。
ヒット発掘！森下クリニック○
LOFT、ヴィレッジヴァンガード、上海問屋の3企業の担当者にヒットしている商品、これからヒットする商品を紹介してもらい、未来の市場を分析する。
週末開店！森下電機○
5月26日に放送したコーナー。最新の家電情報から世にも珍しい珍品まで、家電大好きホウドウキョクデスクの森下が日本全国家電マニア必見の情報を伝える。
THE LONDON NEWS○
ロンドン駐在の二関吉郎記者が目にした、気になるニュースを紹介する。
列島縦断‼︎ NEWS47○
1週間の産経新聞の記事から全国版だけでなく、47都道府県の地域版の記事を隅から隅まで目を通してセレクトした記事をさらに深く掘り下げて紹介する。
Oh!Diversity!○
お台場から、誰にでも寛容な「多様性（diversity）」あふれる社会を目指して発信していくため、いろいろなゲストを迎えて話を聞くコーナー。
LGBT LIFE○
日本にAB型と同じくらいいると言われているLGBTの当事者向けに情報を発信していくコーナー。LGBT ally（アライ）である阿部知代などが中心となって番組を進行する。※allyとは、当事者ではないが、LGBTを支持、支援する人のことを指す。
CAMPUS BUZZ ◎
学生の学生による学生のためのメディアを合言葉に、学生目線で「イマ」を切り取っていく。このコーナーは現役の学生たちが企画、制作し、進行も学生（2名程度）が行っていく。進行役の他にも数名の学生が出演する。このコーナーは元々ホウドウキョク×GOGOで配信されていた。
金曜のちよ箱○
芸術に関わるゲストを迎え、作品を深掘りし紹介する。
ちよめがね○
週末におすすめするエンターテインメント情報を紹介する。
金曜討論○
ホウドウキョクデスクの森下が政治家などをスタジオに迎え、議題に沿って語る。

### 配信時間
- 2017年4月3日 - 6月29日（月〜木曜 19:07 - 21:55、金曜 19:07 - 20:50）
- 2017年7月3日 - 放送終了まで （月〜木曜 19:07 - 21:45）